# Géographie de Niue
Niue est un État insulaire situé dans l'océan Pacifique sud, à 2 400 km au nord-est de la Nouvelle-Zélande, au centre d'un triangle formé par les Tonga, les Samoa et les îles Cook. C'est l'une des plus grandes îles coralliennes au monde. Niue est considéré comme un atoll surélevé.

## Géologie
La géologie de cette île polynésienne en fait un atoll surélevé.

## Topographie

Carte topographique de Niue.

Niue est une île située dans l'océan Pacifique sud, à l'est des Tonga. C'est une des plus grandes îles coralliennes au monde. C'est un atoll surélevé. Le terrain est constitué d'un plateau central d'une altitude moyenne de 60 mètres diminuant au centre entouré de des  falaises de calcaire de 25 mètres délimitant une bande côtière d'environ 500 mètres. L'île est également entourée d'une barrière de corail.
Cette configuration est le résultat de l'émergence d'un volcan sous-marin, il y a 3 millions d'années, qui s'est ensuite éteint, et dont le sommet s'est recouvert d'un récif corallien pour former un atoll, il y a 1,2 million d'années. Puis, par les montées et descentes successives du niveau de la mer (au gré des différents épisodes de glaciation), d'autres dépôts coralliens se sont formés plus ou moins loin du sommet, créant le palier actuellement observé.
De nombreuses grottes, telle la grotte d'Avaiki, parsèment Niue.

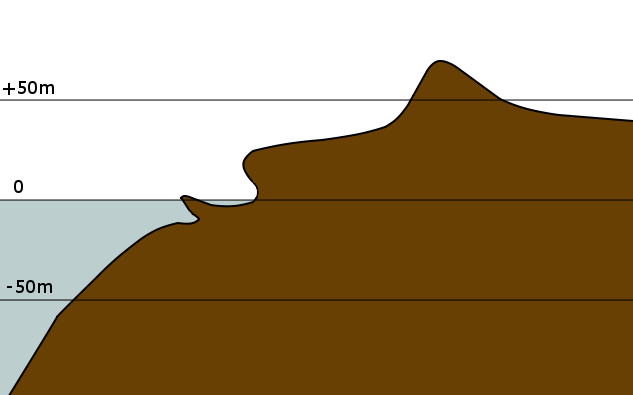
Profil de la côte de Niue.

## Climat
Niue a un climat tropical marqué par le passage occasionnel de cyclones tropicaux. Ainsi en janvier 2004, le cyclone Heta a durement frappé l'île, faisant un mort et endommageant une bonne partie des constructions.
| Mois                              | jan. | fév. | mars | avril | mai | juin | jui. | août | sep. | oct. | nov. | déc. | année |
| --------------------------------- | ---- | ---- | ---- | ----- | --- | ---- | ---- | ---- | ---- | ---- | ---- | ---- | ----- |
| Température minimale moyenne (°C) | 23   | 24   | 24   | 23    | 22  | 21   | 20   | 20   | 21   | 21   | 22   | 23   | 22    |
| Température moyenne (°C)          | 26   | 27   | 26   | 25    | 25  | 23   | 22   | 23   | 23   | 24   | 25   | 26   | 25    |
| Température maximale moyenne (°C) | 28   | 29   | 28   | 27    | 26  | 26   | 25   | 25   | 26   | 26   | 27   | 28   | 27    |
| Record de froid (°C)              | 20   | 20   | 20   | 14    | 15  | 13   | 11   | 11   | 15   | 15   | 11   | 17   | 11    |
| Record de chaleur (°C)            | 38   | 38   | 32   | 36    | 30  | 32   | 35   | 37   | 36   | 31   | 37   | 36   | 38    |
| Précipitations (mm)               | 260  | 250  | 300  | 200   | 130 | 80   | 90   | 100  | 100  | 120  | 140  | 190  | 2 070 |

## Urbanisme

Municipalités de Niue.

### Villages
Niue est divisée en 14 municipalités, dont deux (Alofi Nord et Alofi Sud) forment la capitale de l'île, Alofi.
1. Alofi (581 habitants en 2006)
2. Avatele (200 habitants en 2007)
3. Hakupu (227 habitants en 2001)
4. Hikutavake (65 habitants en 2001)
5. Lakepa (88 habitants en 2001)
6. Liku (73 habitants en 2001)
7. Makefu (87 habitants en 2001)
8. Mutalau (133 habitants en 2001)
9. Namukulu (14 habitants en 2001)
10. Tamakautoga (140 habitants en 2001)
11. Toi (31 habitants en 2001)
12. Tuapa (129 habitants en 2001)
13. Vaiea (62 habitants en 2001)

### Transports
Niue possédait en 2008 120 kilomètres de routes et un aéroport, situé au sud-ouest de l'île, près d'Alofi. Niue ne possède pas de port en eau profonde.

## Environnement

Écosystème de Niue.

### Ressources naturelles
- Noix de coco, fruit de la passion, miel, taro, igname, manioc, patate douce[5].

- Exploitation du sol:
  - terres arables: 19 %
  - cultures permanentes: 8 %
  - pâturages permanents: 19 %
  - forêts: 53 %[6]

### Problèmes environnementaux
- Défertilisation des sols.

### Traités internationaux
- partie à: Biodiversité, ENMOD, Protocole de Kyoto, désertification
- signé, mais non ratifié: Convention des Nations unies sur le droit de la mer.